# Савромат II
Савромат II — цар Боспорської держави в 174/175-210/211 рр.

## Життєпис
Походив з династії Аспургів. Син царя Реметалка. Савромату II вдалось остаточно встановити контроль над Кримом. Приєднав до царства частину півострова, заселену таврами. У 192—193 роках Савромат II розгромив племена сираків по річці Ахард і підпорядкував їх своїй владі. За Савромата II на Боспор посилюють набіги племен сарматів.
У 186 році провів грошову реформу, за якою запровадив нові номінали — денарій, подвійний денарій, подвійний сестерцій, драхму. Напочатку 190-х років для фінансування війська зменьшив вміст золота в статерах — до 15-30 %. Водночас бронзові денарії стали надкарбовувати зіркою з зображенням римського імператора Септимія Севера.
Перебував у васальній залежності від Римської імперії, хоча за його правління вплив Риму на справи царства зменшились. У 193 або 194 році цар Боспору уклав з римлянами договір про розділ Таврики між Римською імперією та Боспорським царством. Південно-західну частину Кримського півострова зайняли римляни від річки Альма і річки Салуста до Херсонеса із зручними стоянками кораблів в Лампаді і Хараксі (нині Ай-Тодор).
Савромат II почав відновлювати Феодосію, що сильно постраждала від воєн, в порту якої він сподівався розмістити боспорський флот для боротьби з піратами на морі. Боротьба з піратами завершилася успіхом: береги Меотійського (Азовського) моря та узбережжя Криму та азійської частини Північного Причорномор'я. Водночас наказав зміцнювати і відбудовувати фортецю в Тафрах, щоб перешкодити вторгненню роксоланів. Савромат II провів також грошову реформу, підвищивши номінальну вартість мідної монети. Посилюється економічні зв'язки з містами південного узбережжя Чорного моря. Савромат сприяв переселенню грецьких купців та ремісників Малої Азії до своїх міст.